# Garrett (Texas)
Garrett è un centro abitato degli Stati Uniti d'America, situato nella contea di Ellis dello Stato del Texas.
La popolazione era di 806 persone al censimento del 2010.

## Geografia fisica
Garrett è situata a 32°21′43″N 96°39′06″W (32.362055, -96.651735).
Secondo lo United States Census Bureau, ha un'area totale di 0,3 miglia quadrate (0,78 km²).

## Società

### Evoluzione demografica
Secondo il censimento del 2000, c'erano 448 persone, 147 nuclei familiari e 118 famiglie residenti nella città. La densità di popolazione era di 1.338,9 persone per miglio quadrato (524,2/km²). C'erano 158 unità abitative a una densità media di 472,2 per miglio quadrato (184,9/km²). La composizione etnica della città era formata dal 71,43% di bianchi, lo 0,67% di afroamericani, l'1,56% di isolani del Pacifico, il 22,54% di altre razze, e il 3,79% di due o più etnie. Ispanici o latinos di qualunque razza erano il 35,27% della popolazione.
C'erano 147 nuclei familiari di cui il 45,6% aveva figli di età inferiore ai 18 anni, il 59,9% erano coppie sposate conviventi, il 16,3% aveva un capofamiglia femmina senza marito, e il 19,7% erano non-famiglie. Il 14,3% di tutti i nuclei familiari erano individuali e il 3,4% aveva componenti con un'età di 65 anni o più che vivevano da soli. Il numero di componenti medio di un nucleo familiare era di 3,05 e quello di una famiglia era di 3,32.
La popolazione era composta dal 33,5% di persone sotto i 18 anni, l'11,6% di persone dai 18 ai 24 anni, il 31,0% di persone dai 25 ai 44 anni, il 19,2% di persone dai 45 ai 64 anni, e il 4,7% di persone di 65 anni o più. L'età media era di 30 anni. Per ogni 100 femmine c'erano 98,2 maschi. Per ogni 100 femmine dai 18 anni in giù, c'erano 91,0 maschi.
Il reddito medio di un nucleo familiare era di 40.104 dollari, e quello di una famiglia era di 40.469 dollari. I maschi avevano un reddito medio di 27.132 dollari contro i 20.938 dollari delle femmine. Il reddito pro capite era di 16.810 dollari. Circa l'8,9% delle famiglie e il 14,5% della popolazione erano sotto la soglia di povertà, incluso il 25,2% di persone sotto i 18 anni enessuno di 65 anni o più.